# Флорін Корт

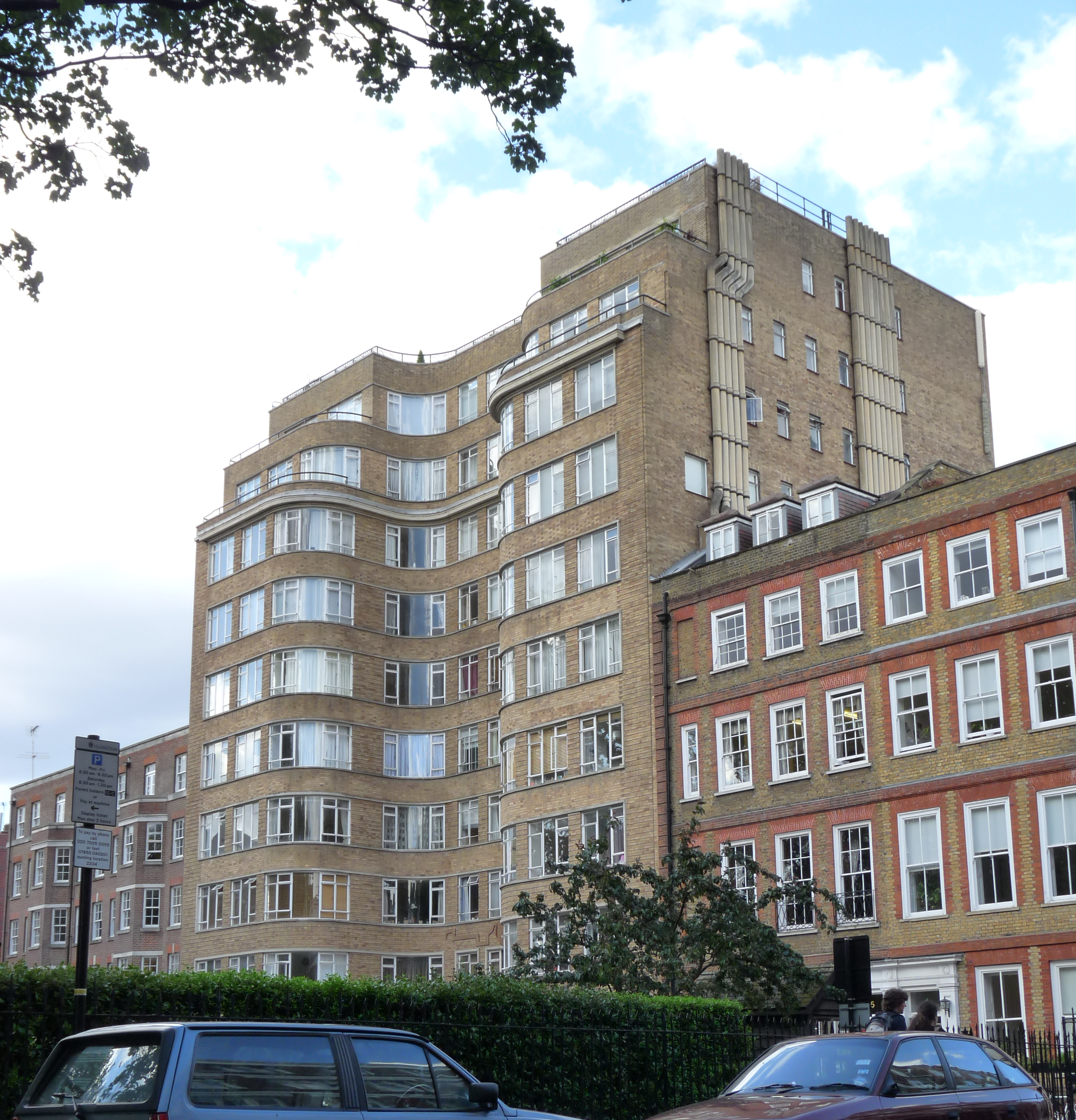
Флорін Корт

Флорін Корт — це житловий будинок у стилі ар-деко та стримлайн на східній стороні площі Чартерґаус у Смітфілді, Лондон.

## Історія
Будівля спроєктована архітектором Ґаєм Морганом побудована у 1936 році бюро Ґай Морган і Партнери , який двома роками раніше успішно завершив схожий будинок Чолмелі Лодж у Гайґейті. Будинок має вигнутий фасад із двома симетричними крилами, садом на даху, каскадними балконами на восьмому і дев'ятому поверхах і  басейном у підвалі.  Окрім того, на першому поверсі розташовувався ресторан, коктейль-бар та клубна кімната, а на вході було розташовано портьєрну із швейцаром. Під будинком також розташовувалися 20 паркомісць для автомобілів мешканців та гостей. Загальна ціна будівництва склала £74,000 (приблизно $6,963,005.33 у перерахунку на 2018 рік).
Це був один з найперших житлових багатоквартирних будинків у районі Клеркенвелл, на північ від лондонського Сіті, столичного району Фінсбері, нині Іслінґтон. Стіни були побудовані з бежевої цегли, спеціально виготовленої компанією Williamson Cliff Ltd, і покладені на сталевий каркас. В будинку налічувалось 126 невеликих квартир, які були частиною апарт-готелю Чартерґауз, який мав стати міським житлом для працівників сусіднього Смітфілд маркету. Середня площа квартити-студії була приблизно 20-30 м2.
У зв'язку зі зниженням інтересу, наприкінці 1980-х років східне крило будівлі було відремонтовано компанією Regalian Properties за проєктом Hildebrand & Glicker та дизайном Ендрю Дандріджа. Загальна вартість робіт обійшлася у 2 мільйони фунтів. Завдяки цій перебудові квартири отримали сучасне планування та додаткові зручності. Попередньо мармурову підлогу було застелено килимом. Колись інкрустована стеля, що покривала зовнішню сторону вхідних дверей, була вкрита тинькуванням. За будинком розташувалася одноповерхова будівля з двома кортами для сквошу, а під кінець ремонту будівля змінила свою назву на сучасну - Флоріан Корт. 
Одразу після реконструкції фасад та інтер'єр будинку неодноразово було показано квартирою Еркюля Пуаро у однойменному телесеріалі Пуаро Агати Крісті. У серіалі Флоріан Корт було перейменовано у Вайтґевен Меншенз. 

## Сучасність
У 2003 році спеціальна комісія, покликана зберегти історичні будівлі Англії, внесла Флорін Корт до другої категорії, як будівлю з особливим інтересом. 
У суботу, 20 липня 2013 року, через пожежу у квартирі на першому поверсі, мешканців будинку довелося евакуювати.  Вогонь пошкодив фасад та вимагав серйозних реставраційних робіт одразу декількох поверхів. Роботи тривали майже рік, оскільки деякі з оригінальних будівельних матеріалів, які використовувалися в 1930-х роках, потрібно було знайти по всій Великобританії.
У 2015 році криті корти для сквошу було переобладнано на двоповерховий офісний простір під назвою «Florin Court Studios».

## План поверху

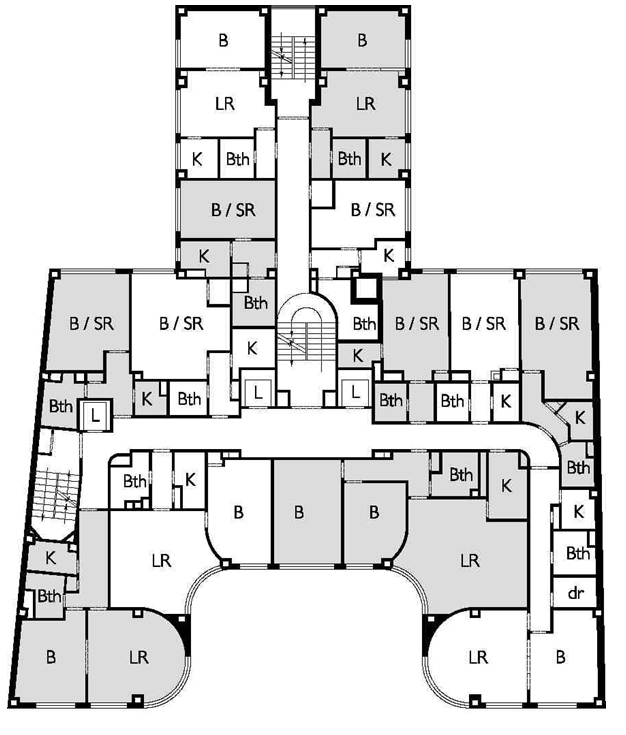
План поверху Флорін Корт

Будівля складається з дев'яти поверхів і має загалом 126 квартир. На цокольному поверсі знаходяться басейн, сауна, тренажерний зал, кімната відпочинку з невеликою бібліотекою, зона Wi-Fi, пральня та гараж. Усі приміщення є загальними та у вільному доступі для всіх мешканців будинку. Окрім сходів, працюють дав ліфти.

## У кіно
Завдяки зовнішній виразності Флорін Корт часто з'являється в кіно та телесеріалах. Відтак будівля використовувалась як прототип Вайтґевен Меншенз, лондонської резиденції героя Агати Крісті Еркюля Пуаро в телесеріалі «Пуаро Агати Крісті» (1989—2013). За 24 роки виробництва, окрім фасаду було використано низку інтер'єрів та внутрішніх знімків будинку. Окрім того, продюсери телесеріалу не обмежилися однією квартирою, а починаючи з шостого сезону перенесли зйомки у іншу квартиру в тій самій будівлі, але з відмінним дизайном.
У березні 2019 року будівлю знову багато знімали будинком та районом одного з головних персонажів спін-оффу про Бетмена Пенніворта .
У 2022 році екстер'єр показаний у фільмі «Подивіться, як вони біжать». Дім персонажа Мелвіна Кокер-Норріса та Джіо. Будинок було обрано не випадково, а через його зв'язок з Еркюлем Пуаро, оскільки за сюжетом події фільму відбуваються у Лондоні початку 50-х років та тісно пов'язані з Агатою Крісті, та прем'єрою п'єси «Мишоловка".

## Галерея

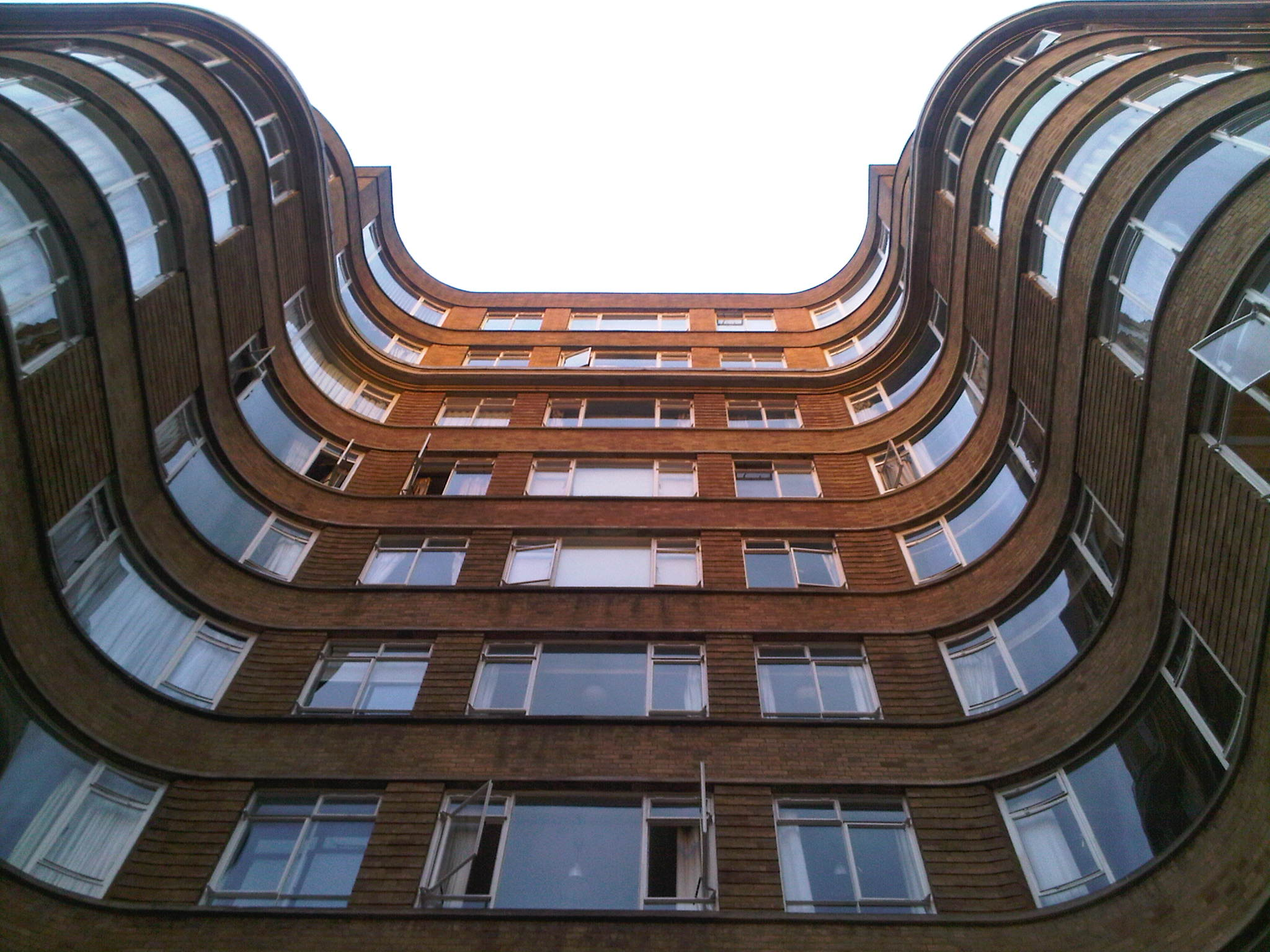
Вигнутий фасад
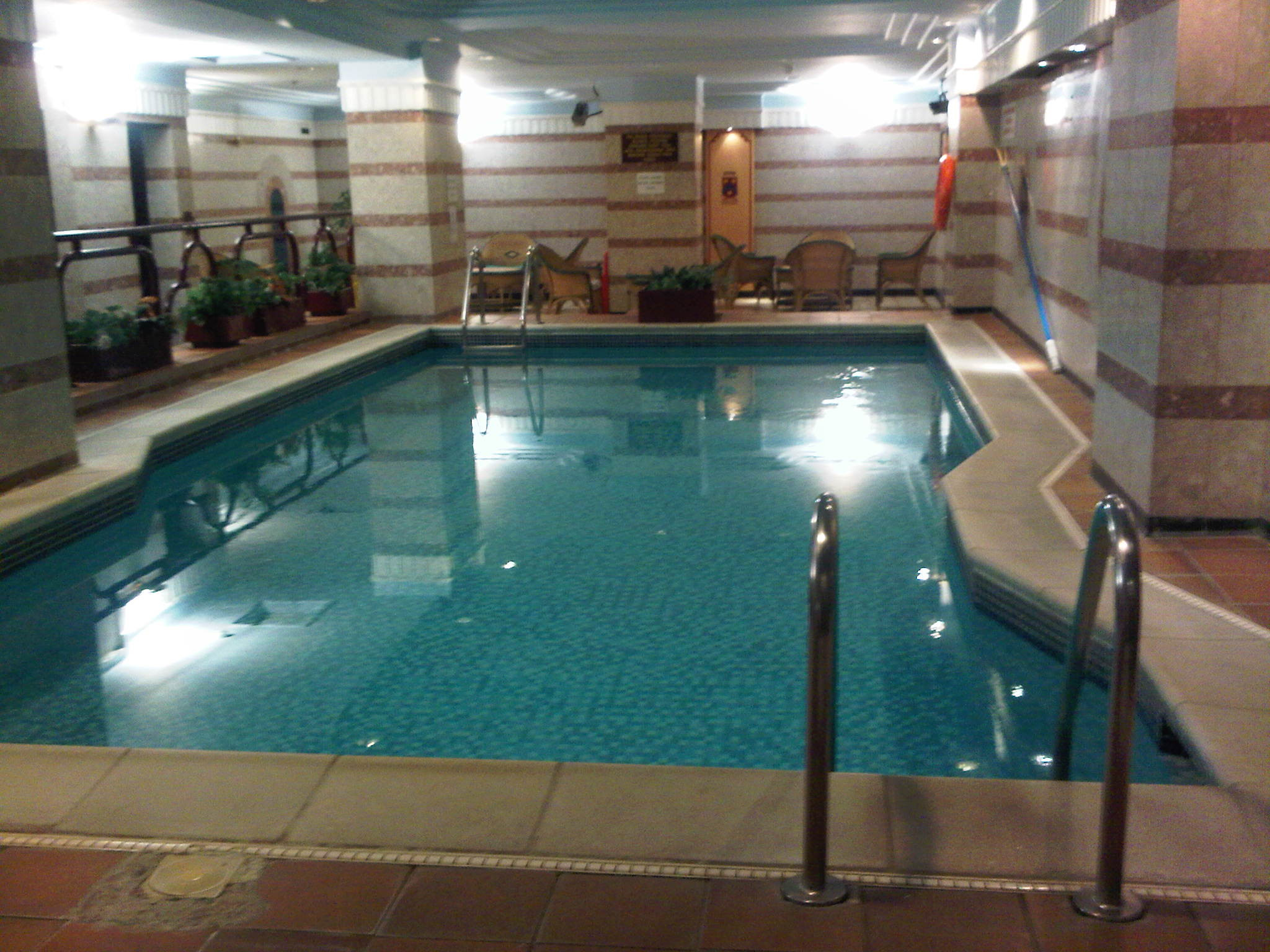
Басейн
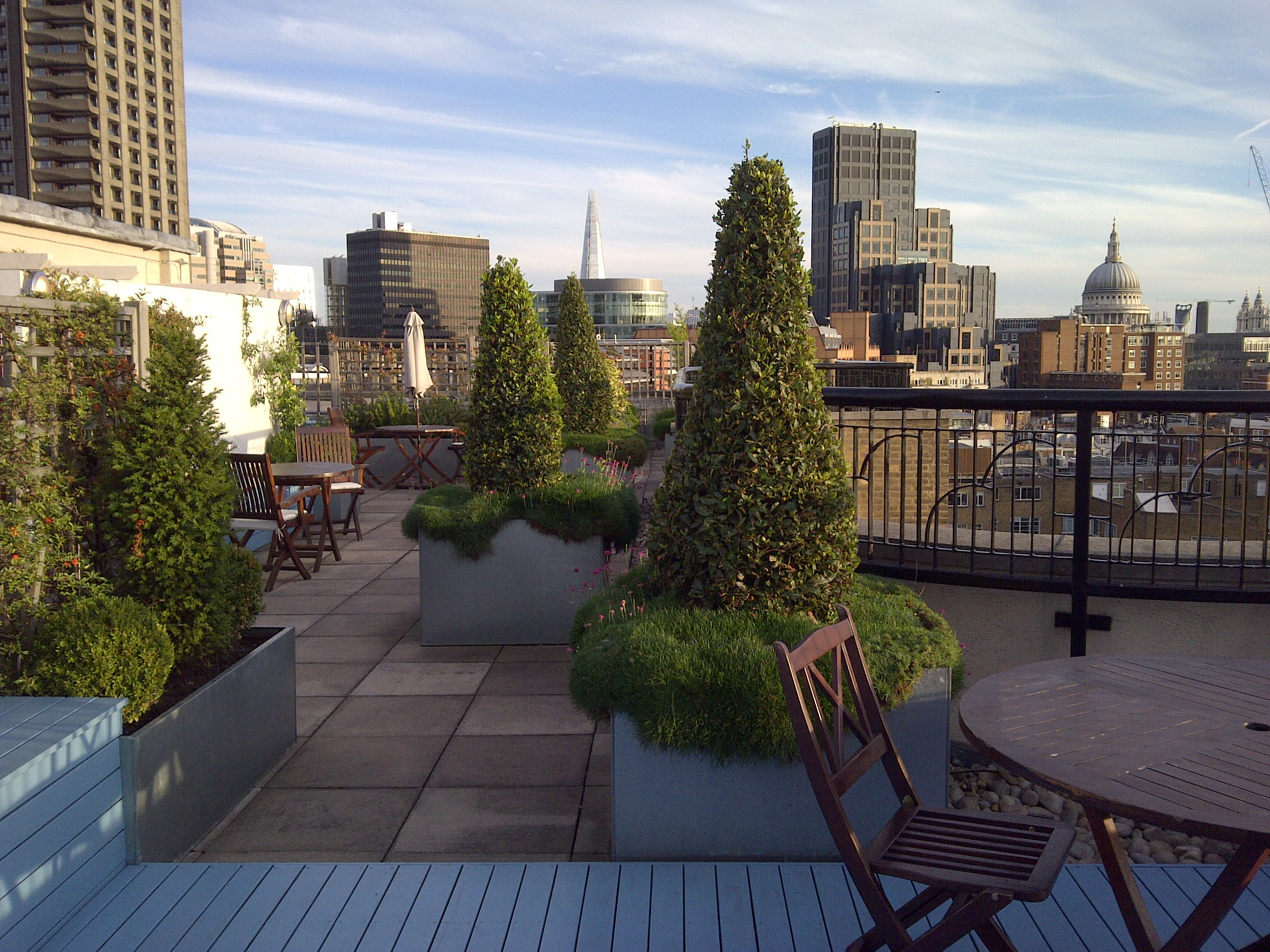
Садова тераса на даху
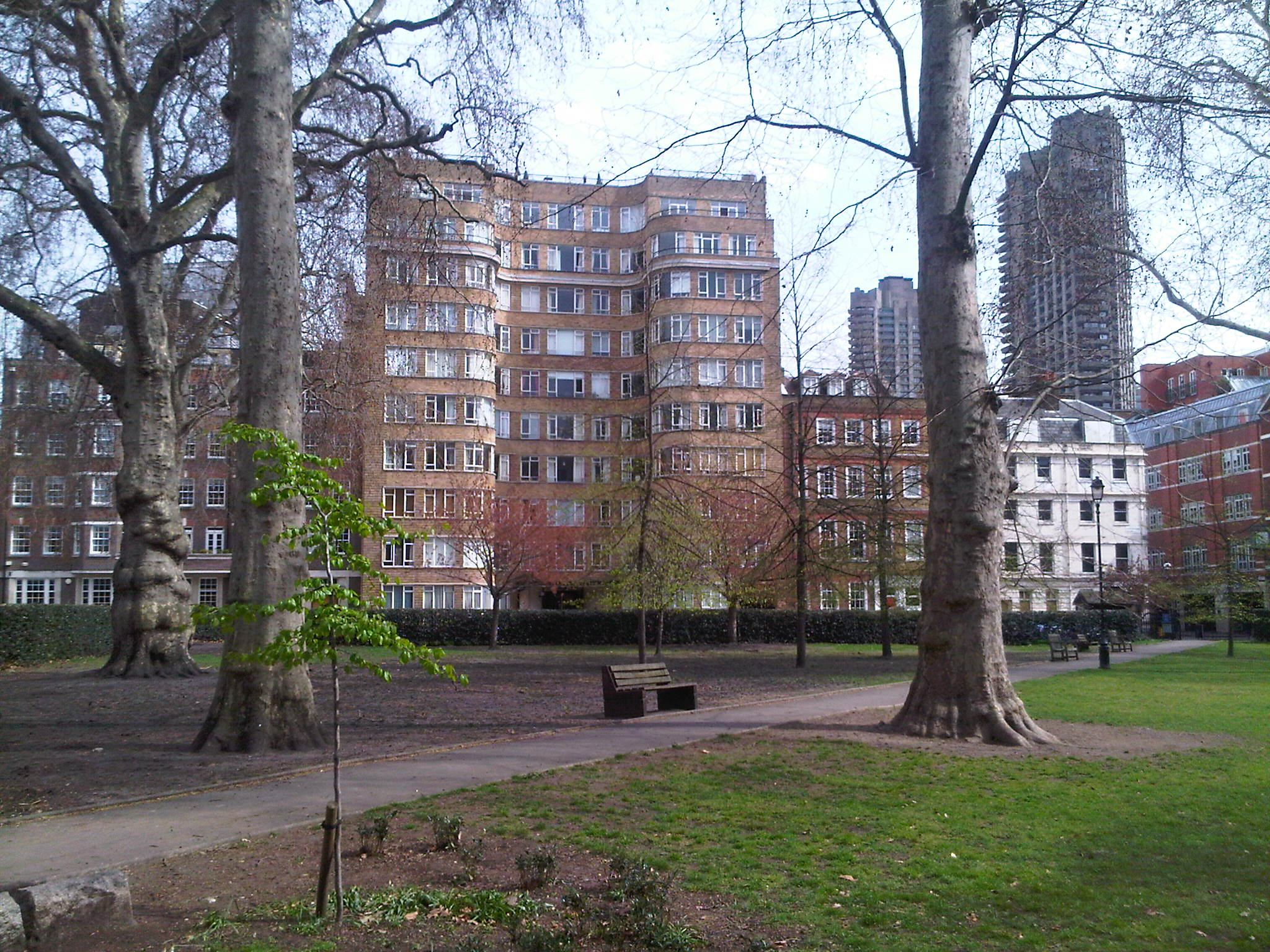
Вид на Флорін Корт із саду на площі Чартерґаус
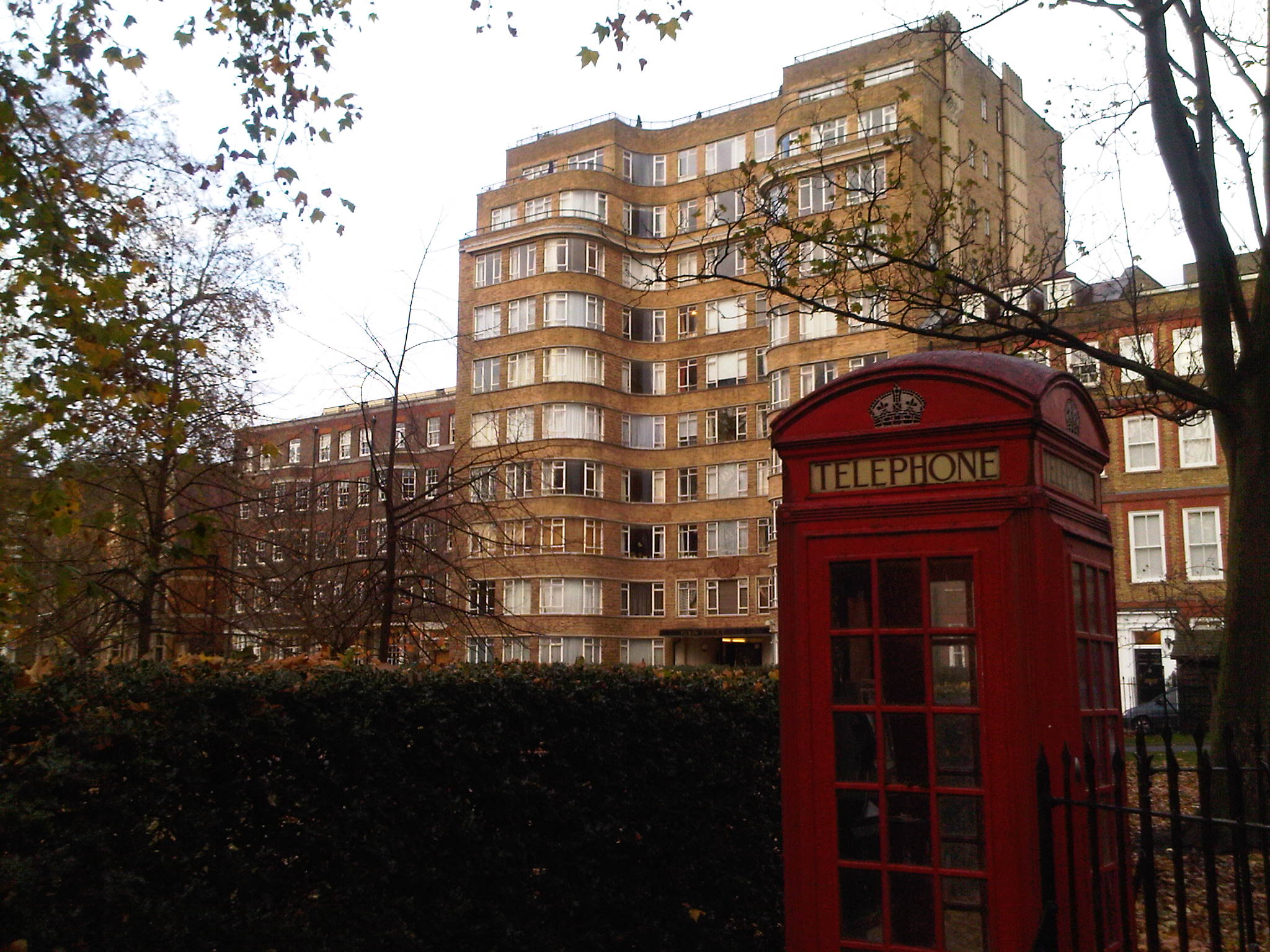
Вид на Флорін Корт з вулиці Чартерґауз
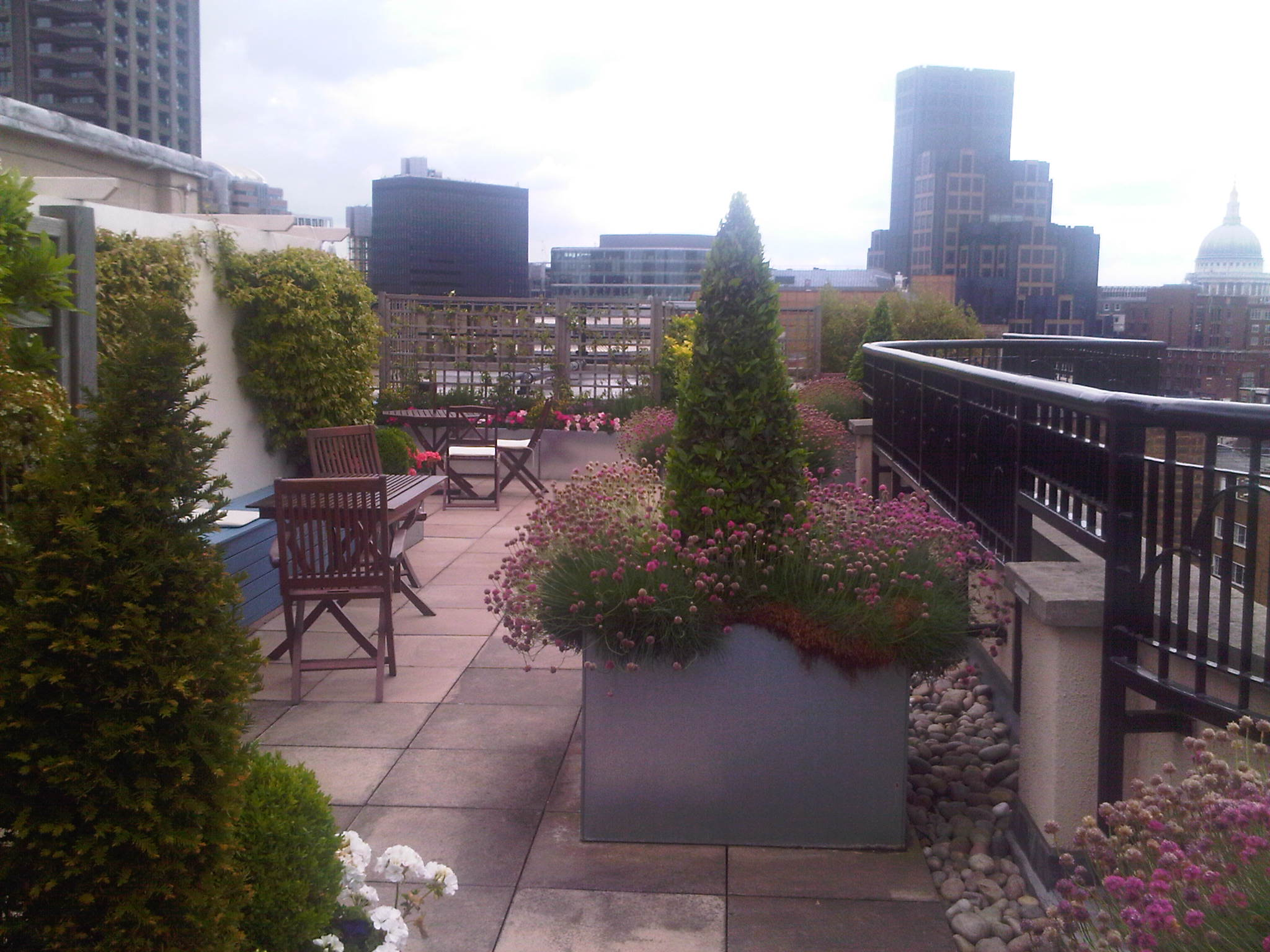
Тераса на даху
Кімната відпочинку
Пожежа в Флорін Корт у 2013 році
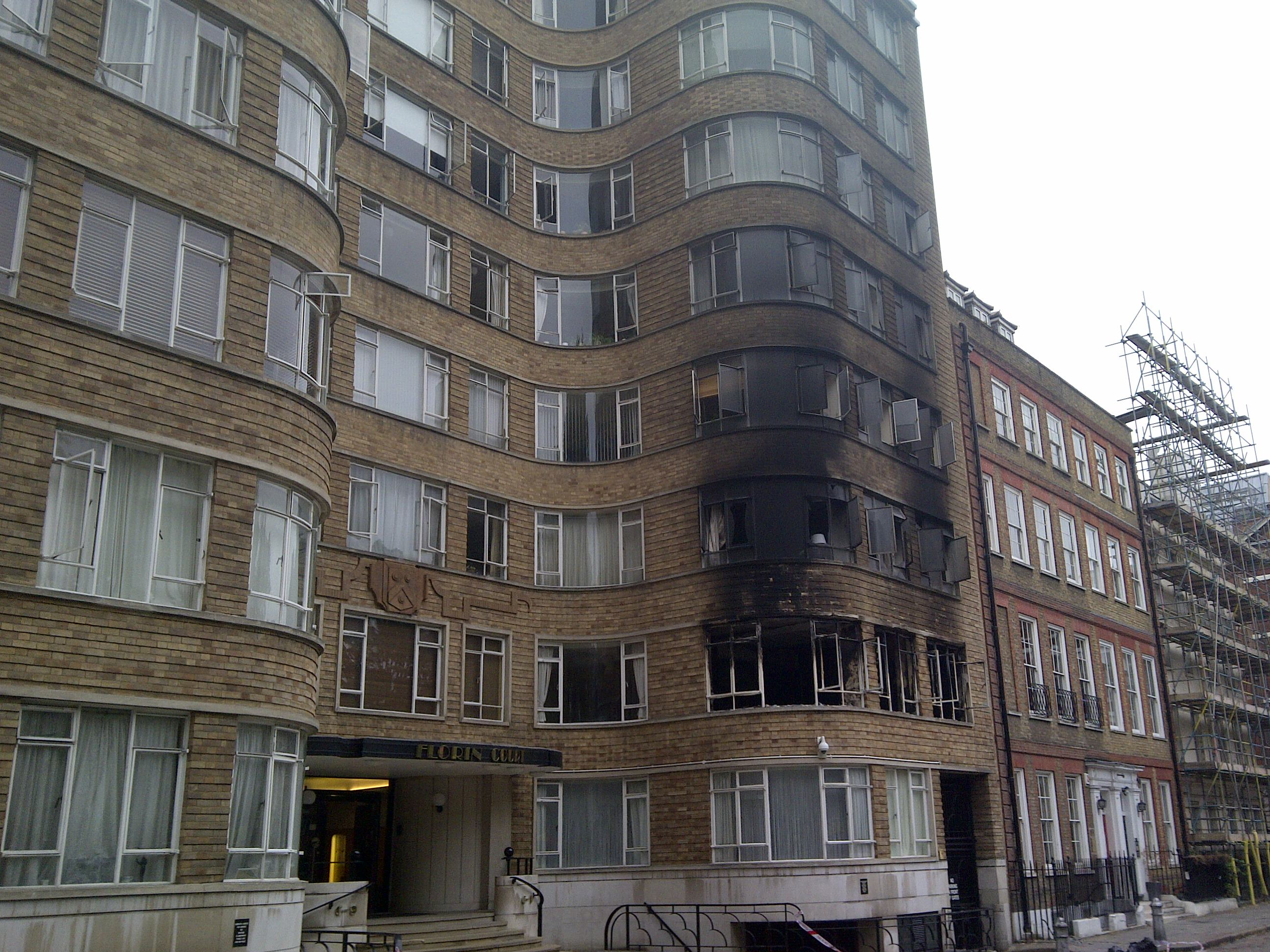
Пошкодження від пожежі
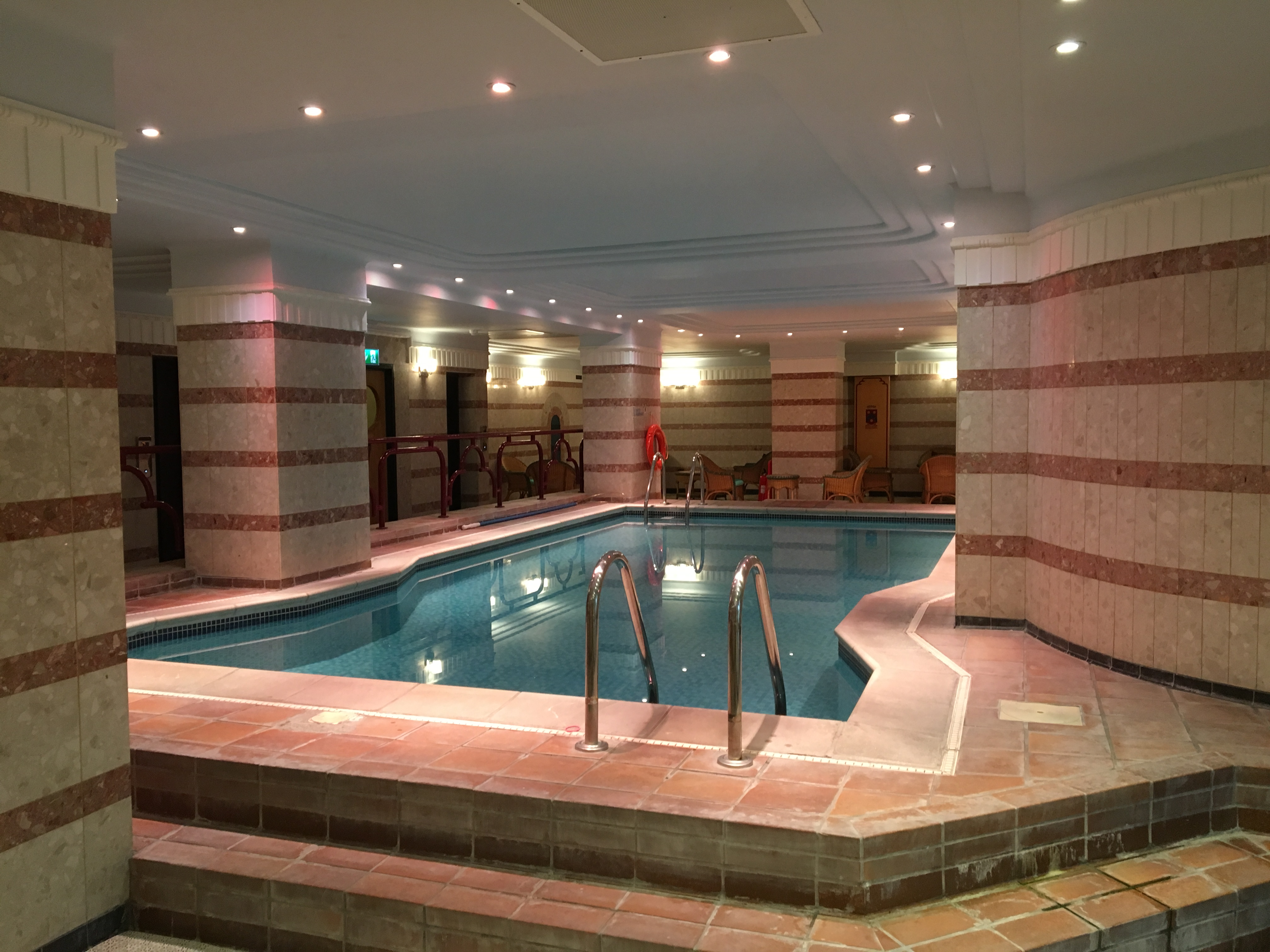
Басейн після реконструкції
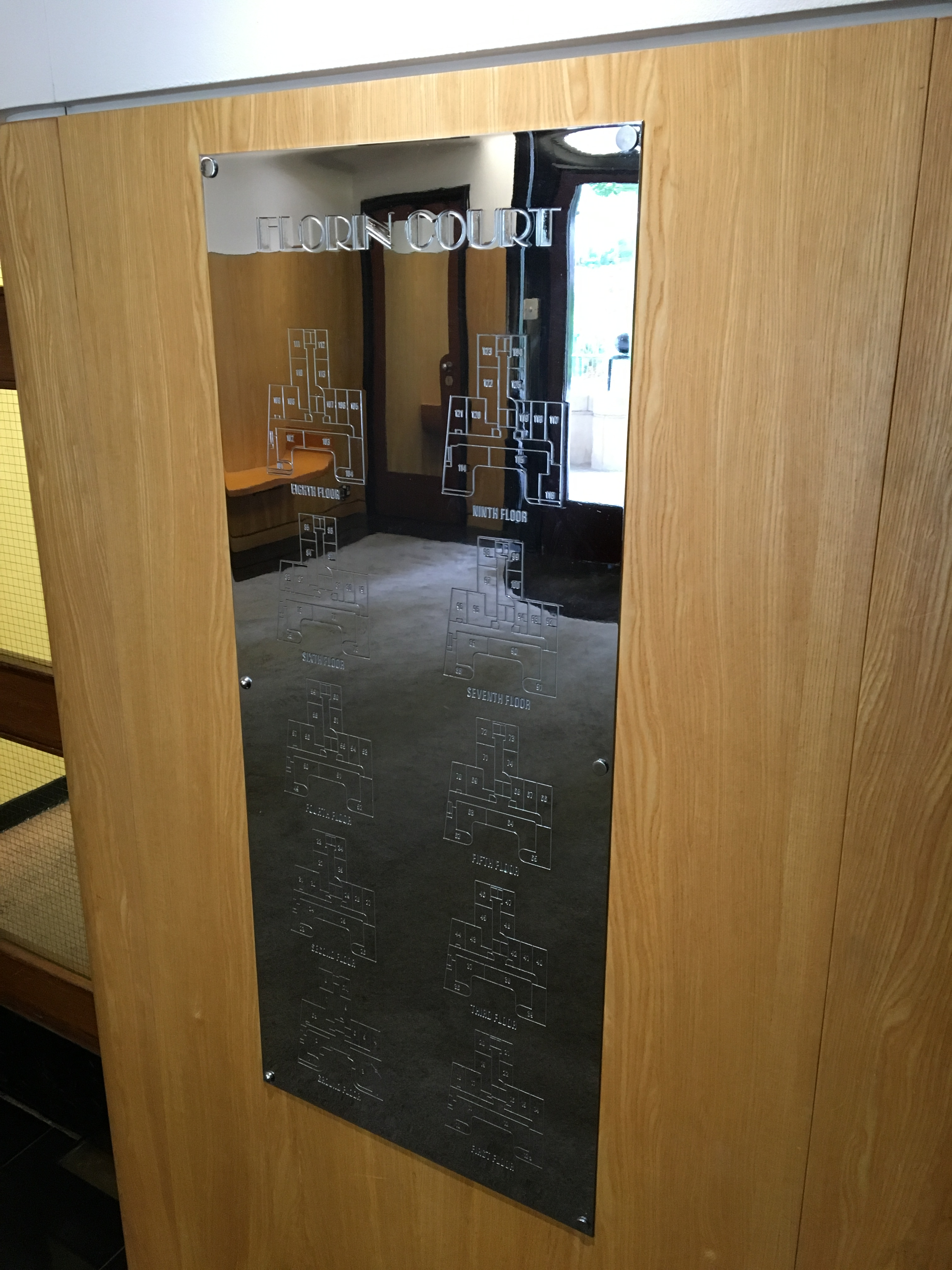
Інтер'єр
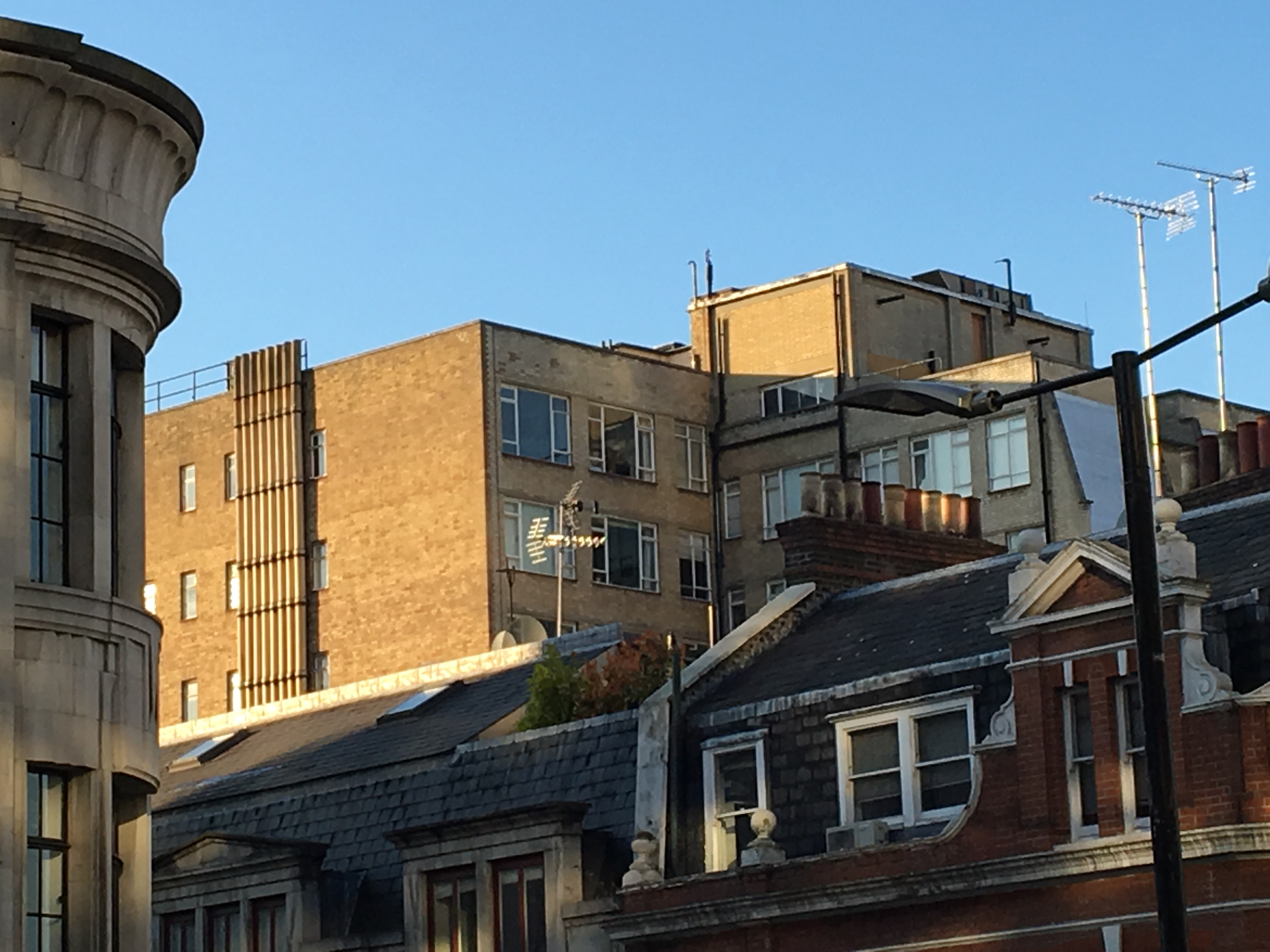
Задня сторона будинку
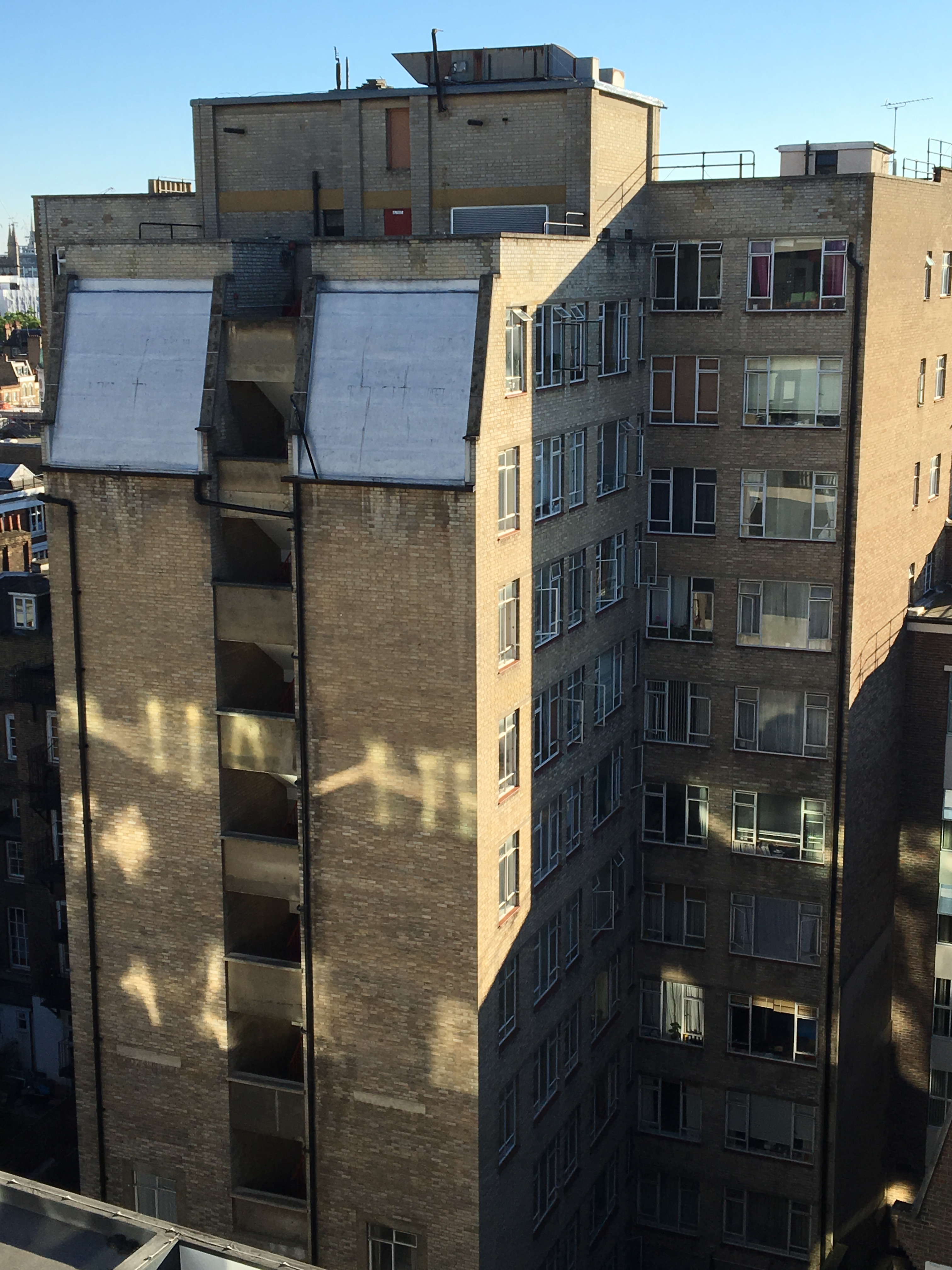
Задня сторона будинку
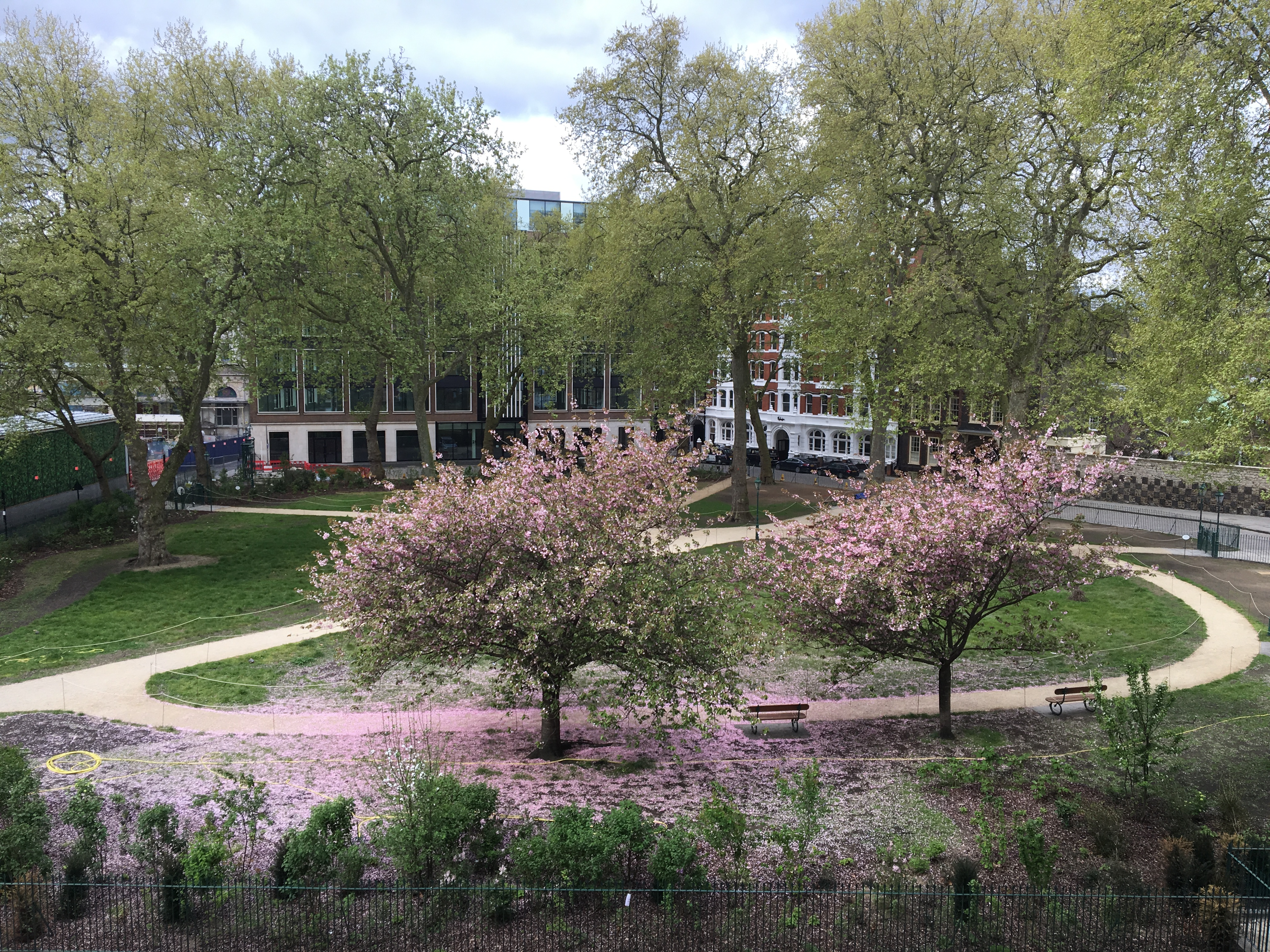
Вид на площу Чартерґаус з Флорін Корт
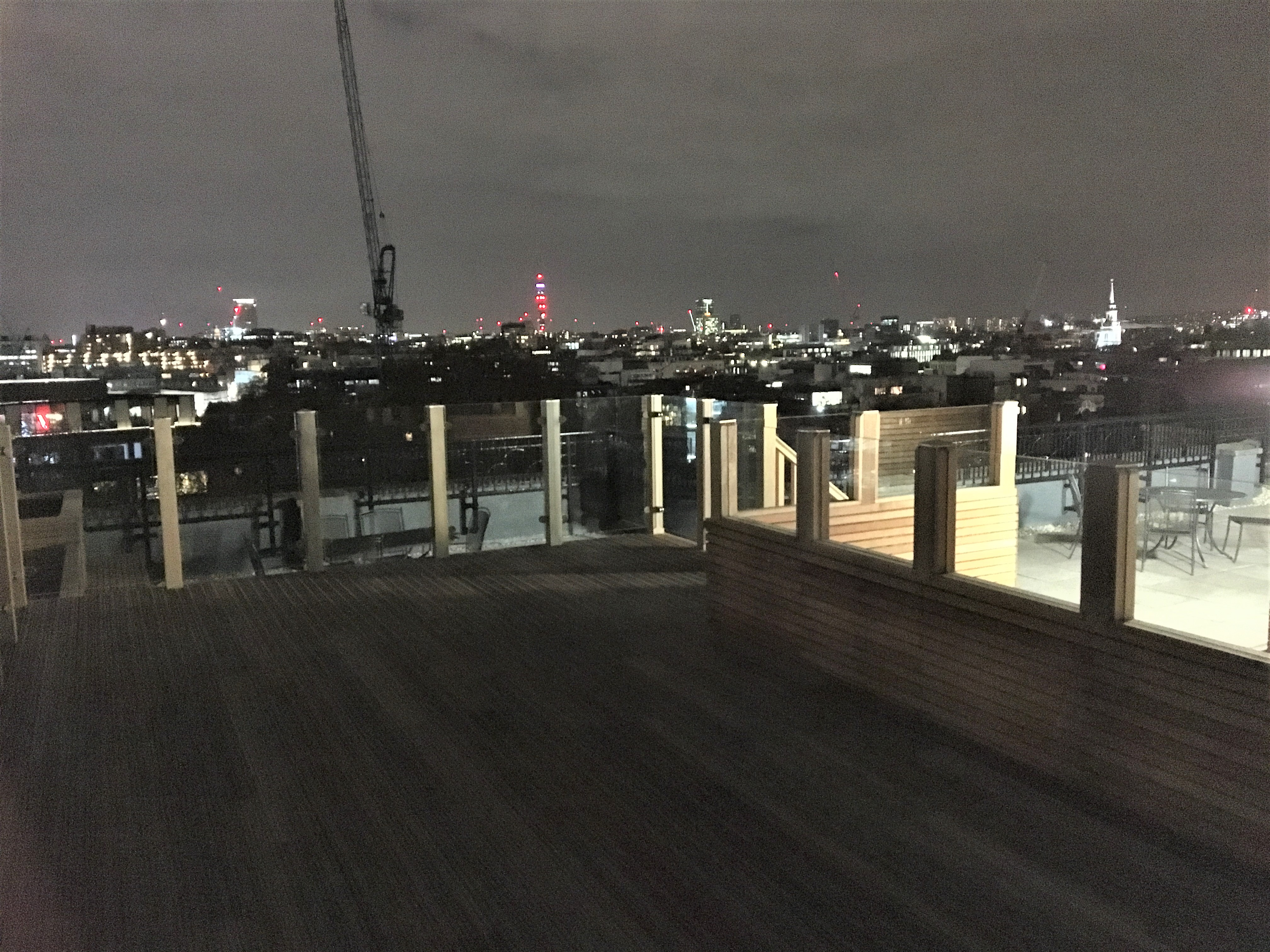
Тераса на даху
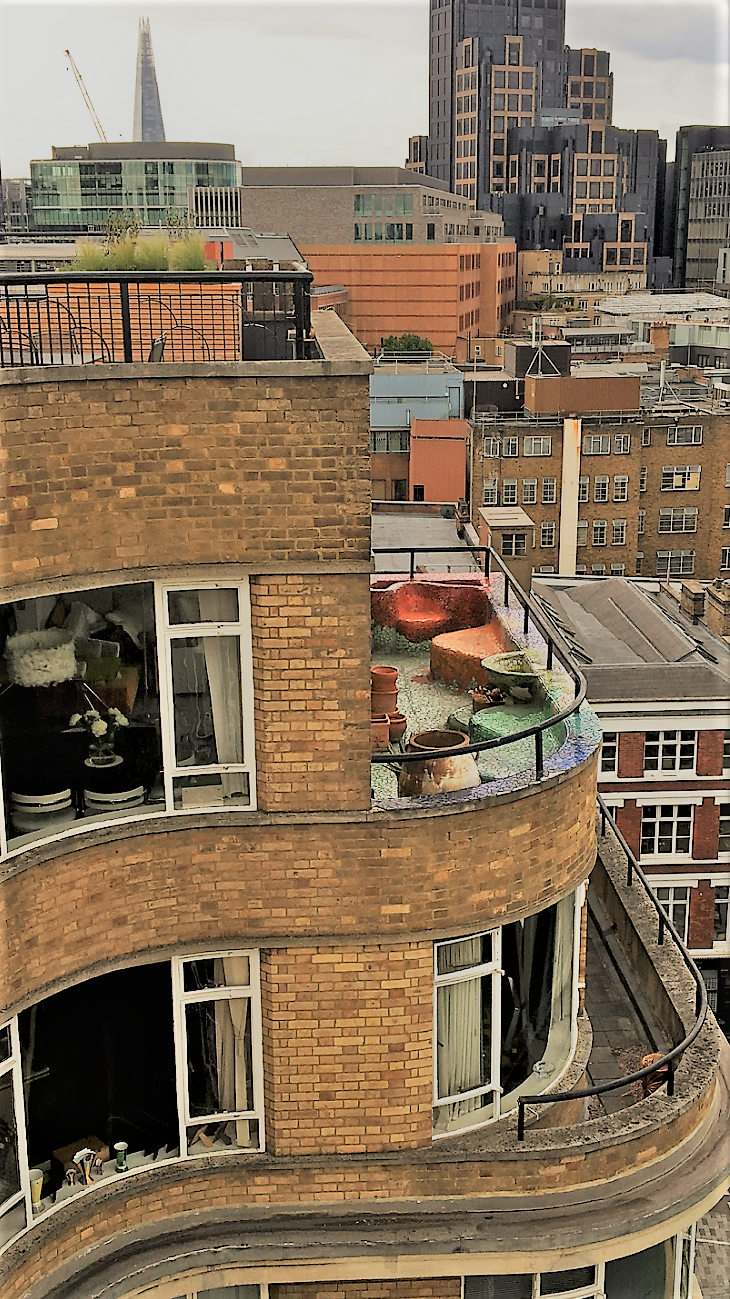
Каскадні балкони